# Notre-Dame de Paris (film, 1956)
Pour les articles homonymes, voir Notre-Dame de Paris.
Pour plus de détails, voir Fiche technique et Distribution.
Notre-Dame de Paris est un film franco-italien de Jean Delannoy, sorti en 1956.
Il s'agit de l’adaptation du roman Notre-Dame de Paris (1831) de Victor Hugo, sur un scénario écrit par Jean Aurenche et Jacques Prévert.
Sa distribution comprend, dans les rôles principaux, Gina Lollobrigida, Anthony Quinn, Alain Cuny, Robert Hirsch et Jean Danet.

## Synopsis
À Paris sous le règne de Louis XI, la belle Bohémienne Esméralda qui danse sur le parvis de la cathédrale Notre-Dame, fait tourner la tête de tous les hommes : Claude Frollo, un archidiacre tourmenté ; Quasimodo, un être difforme et bossu que Frollo a fait sonneur de cloches de la cathédrale (ce qui l'a rendu sourd) ; Pierre Gringoire, un poète un peu naïf ; Phœbus, le beau capitaine des archers.
Après une courte relation avec ce dernier, Esmeralda est touchée par les sentiments délicats de Quasimodo, épris d'elle. Mais les tentatives désespérées du bossu pour la garder auprès de lui les perdront tous deux. Et Frollo sera victime de la fatalité qu'il a déclenchée.

## Fiche technique
- Titre : Notre-Dame de Paris
- Réalisation : Jean Delannoy
- Scénario : Jean Aurenche et Jacques Prévert, d'après le roman de Victor Hugo
- Adaptation et dialogues : Jean Aurenche et Jacques Prévert
- Assistants à la réalisation : Pierre Zimmer et Joseph Drimal
- Décors : René Renoux
- Costumes : Georges Benda, assisté de Jean Zay et Pierre Nourry
- Robes de Gina Lollobrigida : Veniero Colasanti
- Maquillage : Georges Klein et Louis Bonnemaison
- Coiffures : Jean Lalaurette et Huguette Lalaurette
- Photographie : Michel Kelber, assisté de André Dommage
- Cadrage : Wladimir Ivanoff
- Son : Jacques Carrère
- Montage : Henri Taverna
- Musique : Georges Auric
- Chansons : paroles de Jacques Prévert et musique de Georges Auric
- Chant et danse d'Esméralda[1] : chorégraphie d'Angelo Francesco Lavagnino et chanson interprétée par Gina Lollobrigida
- Direction musicale : Jacques Météhen
- Chorégraphie : Léonide Massine
- Photographe de plateau : Raymond Voinquel
- Script-girl : Claude Vériat
- Régisseur : Paul Laffargue, assisté de Margot Capelier et Roger Descoffre
- Effets spéciaux : Gérard Cogan
- Coordinateur des combats et des cascades : Claude Carliez et son équipe
- Pays de production :  France,  Italie
- Langue originale : français
- Producteurs : Raymond Hakim et Robert Hakim
- Directrice de production : Ludmilla Goulian
- Sociétés de production : Panitalia (Italie) et Paris Film Productions (France)
- Sociétés de distribution[2] : Cocinor (distributeur d'origine, France), Les Acacias (France), Cinémathèque Universitaire (France), Tamasa Distribution (vente à l'étranger)
- Format : couleur par Eastmancolor — 35 mm — 2.35:1 CinemaScope — son stéréophonique (Western Electric Sound System)
- Genre : drame
- Durée : 115 minutes
- Date de sortie :
  - France : 19 décembre 1956
- Classifications et visa CNC : mention « tous publics », art et essai, visa d'exploitation no 14083 délivré le 19 décembre 1956
- Affiche : René Péron (France)

## Distribution
- Gina Lollobrigida : Esméralda
- Anthony Quinn : Quasimodo
- Alain Cuny : Claude Frollo
- Robert Hirsch : Pierre Gringoire
- Jean Danet : Phœbus de Châteaupers, capitaine des archers
- Philippe Clay : Clopin Trouillefou
- Jean Tissier : Louis XI
- Jacques Hilling : Charmolue
- Danielle Dumont[3] : Fleur de Lys de Gondelaurier
- Valentine Tessier : Aloyse de Gondelaurier
- Marianne Oswald : La Falourdel
- Piéral : le nain avec La Falourdel
- Maurice Sarfati : Jehan Frollo
- Jacques Dufilho : Guillaume Rousseau
- Roger Blin : Mathias Hungadi, duc de Bohême
- Robert Lombard : Jacques Coppenole
- Dominique Davray : Colette La Charonne
- Hubert de Lapparent : Guillaume d'Harancourt
- Paul Bonifas : Gilles Le Cornu
- Madeleine Barbulée : Mme Outarde
- Georges Douking : François Chanteprune, un truand
- Albert Rémy : le comédien qui joue Jupiter
- Camille Guérini : le président du tribunal qui juge Esméralda
- Roland Bailly : Pierrat Torterue, le bourreau
- Daniel Emilfork : Andry Le Roux
- Michel Etcheverry : l'archidiacre de Notre-Dame
- Damia : la mendiante qui chante dans la rue
- Boris Vian : le cardinal à la représentation théâtrale
- Albert Michel : le veilleur de nuit
- Yette Lucas : Claude Rongeoreille
- Denise Carvenne : la tapissière
- Jacques Bertrand : Bellevigne de l'Étoile
- Paul Bisciglia : un homme à la Fête des fous
- Germaine Delbat : une paroissienne
- Virginie Vitry : une brodeuse
- Nadine Tallier : une fille de la cour des Miracles
- Dominique Marcas : une femme de la cour des Miracles
- Franck Maurice : un assistant du bourreau
- Sylvain Lévignac : un garde au tribunal
- Doudou Babet : un mendiant
- Van Doude : un mendiant
- Jean Martin : un mendiant
- Jean Thielment : un mendiant
- Pierre Fresnay (non crédité) : le narrateur (voix)
- Les Chevaliers d'Arc de l'Île-de-France (dirigés par Jacques Cadet) : les archers

## Production

### Scénario
Le roman Notre-Dame de Paris de Victor Hugo a été adapté par Jean Aurenche et Jacques Prévert.

### Tournage
Le tournage s'est déroulé du 16 avril au 11 août 1956.
Parmi les lieux reconstitués dans les studios de Boulogne figurent Notre-Dame de Paris et notamment son parvis, son intérieur, ses combles, toits et tours ; une taverne ; les ruelles environnant la place de Grève.
Les immenses décors médiévaux engloutissent plus de la moitié du budget. Mille figurants sont recrutés pour les scènes de foule. Il s'agit de la première version en couleurs et en CinemaScope du roman de Victor Hugo. Ainsi, le générique se déroule devant une des rosaces multicolores de la cathédrale et le décor évoque la polychromie originelle de la statuaire gothique, notamment sur les portails de la cathédrale. De véritables mendiants furent embauchés pour le tournage[réf. souhaitée].

### Diffusion et censure
Pour permettre la diffusion du film aux États-Unis, encore sous l'influence du code Hays, il n'était pas possible de désigner verbalement Frollo comme ecclésiastique. Mais Prévert se joue habilement de la censure en suggérant à maintes reprises, dans les dialogues, que Frollo est bien un homme d'Église (voir ci-dessous, dans la Bibliographie, l'article d'Arnaud Laster).
Contrairement aux films précédents de 1923 et 1939, le personnage de Frollo est bien un dévot sinistre prisonnier de son désir inassouvi, auteur de raisonnements pervers sur le péché, instrument et victime de la fatalité. Delannoy a bataillé ferme avec les producteurs pour que ce trait essentiel du roman soit respecté. Ainsi, il reprend au début du film l'épisode de l'Aναγκη (personnification grecque de la fatalité), inscription énigmatique tracée sur les murs de la cathédrale, qui avait ému Victor Hugo et déclenché son inspiration.

## Distinction
Bambi 1957 : prix de la meilleure actrice étrangère pour Gina Lollobrigida.